# Might Tango
Might Tango (1971 - 1995) est un Cheval de concours complet formé et monté par l'Américain Bruce Davidson. 
Might Tango est acquis par Robert Tindle comme monture pour Bruce Davidson. La hongre a couru dès l'âge de deux ans en Californie avant d'entamer sa carrière en concours complet. Alors qu'il restait très inexpérimenté dans ce sport, Might Tango a mené Davidson à la victoire aux championnats du monde de 1978 à Lexington, en gagnant la médaille d'or individuelle et le bronze en équipe, à l'âge de 7 ans.
Might Tango est mort à 24 ans. Il est enterré sur la propriété de Davidson, Chesterland Farm à Unionville en Pennsylvanie.